# Serra Negra do Norte
Serra Negra do Norte is een gemeente in de Braziliaanse deelstaat Rio Grande do Norte. De gemeente telt 7.428 inwoners (schatting 2009).
De gemeente grenst aan Jardim de Piranhas, Timbaúba dos Batistas, Caicó, São João do Sabugi en Paraíba.